# Конвой QP 1
Конвой QP 1 (англ. Convoy QP 1) — зворотній арктичний конвой транспортних і допоміжних суден у кількості 14 одиниць, який у супроводженні союзних кораблів ескорту здійснив перехід від радянського порту Архангельськ. Конвой складався з 5 британських і 1 голландського суден, що прийшли в Архангельськ з конвоєм «Дервіш», а також з 8 радянських пароплавів. Торговельні судна були завантажені лісом. 28 вересня 1941 року конвой вийшов з Архангельська та 10 жовтня без втрат прибув у Скапа-Флоу на Оркнейських островах.
2 жовтня «Лондон» полишив конвой для швидкого переходу до Скапа-Флоу, його замінив важкий крейсер «Шропшир». 4 жовтня флотський танкер «Чорний Рейнджер» приєднався до конвою в супроводі есмінця «Ентоні». 5 жовтня у траулера «Офелія» виникли механічні проблеми і «Ектів» відбуксирував його до Ісландії. Два радянські вантажні судна (одному з яких «Сухона» було більше 20 років і екіпаж «Електри» називав радянське судно «Димний Джо») не вдалося утримувати загальну швидкість конвою, тому вийшли з нього; обидва благополучно прибули після самостійного плавання.

## Кораблі та судна конвою QP 1

### Транспортні судна
Позначення
| Назва                       | Прапор                       | Тоннаж (GRT) | Прим.                      |
| --------------------------- | ---------------------------- | ------------ | -------------------------- |
| RFA Black Ranger (1941)     | Королівський допоміжний флот | 3 417        | танкер-заправник           |
| Alchiba (1920)              | Нідерланди                   | 4 427        |                            |
| Esneh (1919)                | Велика Британія              | 1 931        |                            |
| Lancastrian Prince (1940)   | Велика Британія              | 1 914        | Судно командира конвою     |
| Llanstephan Castle (1914)   | Велика Британія              | 11 348       |                            |
| New Westminster City (1929) | Велика Британія              | 4 747        |                            |
| Trehata (1928)              | Велика Британія              | 4 817        | Судно віцекомандора конвою |
| «Алма-Ата» (1920)           | СРСР                         | 3 611        |                            |
| «Буденний» (1923)           | СРСР                         | 2 482        |                            |
| «Моссовет» (1935)           | СРСР                         | 2 981        |                            |
| «Родина» (1922)             | СРСР                         | 4 441        |                            |
| «Севзаплес» (1932)          | СРСР                         | 3 974        |                            |
| «Старий більшовик» (1933)   | СРСР                         | 3 974        |                            |
| «Сухона» (1918)             | СРСР                         | 3 214        |                            |

### Кораблі ескорту
| Кораблі безпосереднього ескорту |                                         |                                |                                          |
| «Ектів»                         | Військово-морські сили Великої Британії | Ескадрений міноносець типу «A» | 28 вересня-5 жовтня; океанський ескорт   |
| «Ентоні»                        | Військово-морські сили Великої Британії | ескадрений міноносець типу «A» | 4-9 жовтня; океанський ескорт            |
| «Електра»                       | Військово-морські сили Великої Британії | Ескадрений міноносець типу «E» | 28 вересня-5 жовтня; океанський ескорт   |
| «Гальсіон»                      | Військово-морські сили Великої Британії | Тральщик типу «Гальсіон»       | 28-30 вересня; ближній ескорт            |
| HMT Hamlet (T167)               | Військово-морські сили Великої Британії | протичовновий траулер          | 28 вересня-10 жовтня; океанський ескорт  |
| «Харрієр»                       | Військово-морські сили Великої Британії | Тральщик типу «Гальсіон»       | 28-30 вересня; ближній ескорт            |
| HMT Macbeth (T138)              | Військово-морські сили Великої Британії | протичовновий траулер          | 28 вересня-10 жовтня; океанський ескорт  |
| HMT Ophelia (T05)               | Військово-морські сили Великої Британії | протичовновий траулер          | 28 вересня-5 жовтня; океанський ескорт   |
| «Саламандер»                    | Військово-морські сили Великої Британії | Тральщик типу «Гальсіон»       | 28-30 вересня; ближній ескорт            |
| «Лондон»                        | Військово-морські сили Великої Британії | важкий крейсер типу «Каунті»   | 28 вересня-2 жовтня; крейсерський ескорт |
| «Шропшир»                       | Військово-морські сили Великої Британії | Важкий крейсер типу «Каунті»   | 2-10 жовтня; крейсерський ескорт         |